# Marta Brañas
Marta Brañas Rumbo, nacida en Arteijo el 3 de agosto de 1985, es una militar gallega que llegó a ser campeona de España de boxeo.

## Trayectoria
Se inició en el deporte del kung-fu, donde llegó a ser cinturón negro.En 2003 dejó el kung fu para practicar el boxeo en el gimnasio local Planas Box donde Brañas entrenó  como boxeadora en la categoría mosca y, ocasionalmente, gallo y supermosca. En 2009 se traslada a Madrid para formarse como boxeadora en el centro de alto rendimiento Blume. Al año siguiente,estuvo lesionada durante varios meses, pero en 2011 volvió a entrenar en boxeo de alto nivel . Se incorporó a la selección española femenina de boxeo y participó con ellas en el mundial amateur de 2012, celebrado en Qinhuangdao (China), en peso mosca. En aquel mundial compitieron tres boxeadoras españolas y Brañas cayó derrotada en su primer combate, ante la surcoreana Kim Ye-ji, cuando el árbitro detuvo la pelea.
En 2014 obtuvo el campeonato de España de peso gallo amateur. Ese mismo año se convirtió en la primera boxeadora profesional gallega, firmando un contrato con una promotora estadounidense. Se instaló en Lakewood ( condado de Los Ángeles ) y libró tres combates en la frontera con México, dos en Mexicali y uno en Tijuana, que también se saldaron con tres victorias.  Al regresar a Galicia en el verano 2014 y peleó su primer combate profesional, en Arteijo en septiembre de 2015. En diciembre de ese mismo año se convirtió en la primera campeona de España de boxeo en un combate celebrado en La Coruña, donde venció a la badalonesa Maribel de Sousa.
Como boxeadora le llamaban "potrilla de Arteijo", ya que Brañas trabajaba en el cuidado y la doma de caballos y tenía un potro.Su entrenador de boxeo fue Chano Planas.
Dejó el boxeo en mayo de 2017 debido a un conflicto económico entre sus promotores en Panamá, cuando se preparaba para una pelea por el título mundial supermosca contra la peruana Linda Laura Lecca. En total de su carrera profesional como boxeadora, peleó nueve peleas y las ganó todas.

## Vida personal
Sin abandonar su profesión de soldado de infantería, cuando dejó el boxeo empezó a practicar el fútbol en el SCD Pastoriza, de Pastoriza. También compite en salto de caballo.
Además de militar, estudia enfermería en la Universidad de La Coruña.

## Reconocimientos
- En 2016 recibió la “Mención Especial” de la Asociación de Deportistas de Galicia[5] (MUDEGA) en el marco de la IV Gala del Deporte Femenino de Galicia.